# مورور
مورور المعروفة الآن باسم مورون دي لا فورنتيرا هي مدينة إسبانية في مقاطعة إشبيلية في منطقة أندلوسيا, على بعد 63 كم جنوب شرق إشبيلية. عدد سكانها في تعداد عام 2011، بلغ 28,489 نسمة.

## المناخ
يظهر الجدول التالي التغييرات المناخية على مدار السنة لمورور:
| البيانات المناخية لـمورور         | البيانات المناخية لـمورور | البيانات المناخية لـمورور | البيانات المناخية لـمورور | البيانات المناخية لـمورور | البيانات المناخية لـمورور | البيانات المناخية لـمورور | البيانات المناخية لـمورور | البيانات المناخية لـمورور | البيانات المناخية لـمورور | البيانات المناخية لـمورور | البيانات المناخية لـمورور | البيانات المناخية لـمورور | البيانات المناخية لـمورور |
| الشهر                             | يناير                     | فبراير                    | مارس                      | أبريل                     | مايو                      | يونيو                     | يوليو                     | أغسطس                     | سبتمبر                    | أكتوبر                    | نوفمبر                    | ديسمبر                    | المعدل السنوي             |
| --------------------------------- | ------------------------- | ------------------------- | ------------------------- | ------------------------- | ------------------------- | ------------------------- | ------------------------- | ------------------------- | ------------------------- | ------------------------- | ------------------------- | ------------------------- | ------------------------- |
| الدرجة القصوى °م (°ف)             | 27.6 (81.7)               | 28.6 (83.5)               | 30.6 (87.1)               | 34.7 (94.5)               | 39.7 (103.5)              | 44.8 (112.6)              | 46.6 (115.9)              | 46.0 (114.8)              | 44.4 (111.9)              | 35.6 (96.1)               | 30.0 (86.0)               | 28.0 (82.4)               | 46.6 (115.9)              |
| متوسط درجة الحرارة الكبرى °م (°ف) | 15.7 (60.3)               | 17.4 (63.3)               | 20.8 (69.4)               | 22.2 (72.0)               | 26.0 (78.8)               | 31.2 (88.2)               | 35.2 (95.4)               | 34.7 (94.5)               | 31.0 (87.8)               | 25.4 (77.7)               | 19.7 (67.5)               | 16.4 (61.5)               | 24.7 (76.5)               |
| المتوسط اليومي °م (°ف)            | 9.9 (49.8)                | 11.3 (52.3)               | 13.9 (57.0)               | 15.5 (59.9)               | 18.9 (66.0)               | 23.3 (73.9)               | 26.7 (80.1)               | 26.9 (80.4)               | 23.9 (75.0)               | 19.2 (66.6)               | 14.1 (57.4)               | 11.3 (52.3)               | 17.9 (64.2)               |
| متوسط درجة الحرارة الصغرى °م (°ف) | 4.1 (39.4)                | 5.2 (41.4)                | 7.0 (44.6)                | 8.8 (47.8)                | 11.7 (53.1)               | 15.5 (59.9)               | 18.2 (64.8)               | 19.0 (66.2)               | 16.7 (62.1)               | 13.0 (55.4)               | 8.5 (47.3)                | 6.1 (43.0)                | 11.2 (52.2)               |
| أدنى درجة حرارة °م (°ف)           | −8.0 (17.6)               | −7.8 (18.0)               | −4.2 (24.4)               | −0.4 (31.3)               | 1.6 (34.9)                | 6.0 (42.8)                | 3.0 (37.4)                | 9.0 (48.2)                | 5.4 (41.7)                | 1.2 (34.2)                | −2.4 (27.7)               | −7.0 (19.4)               | −8.0 (17.6)               |
| الهطول مم (إنش)                   | 68 (2.7)                  | 53 (2.1)                  | 42 (1.7)                  | 60 (2.4)                  | 39 (1.5)                  | 9 (0.4)                   | 2 (0.1)                   | 4 (0.2)                   | 27 (1.1)                  | 67 (2.6)                  | 86 (3.4)                  | 94 (3.7)                  | 543 (21.4)                |
| متوسط أيام هطول الأمطار           | 6                         | 6                         | 5                         | 7                         | 4                         | 1                         | 0                         | 0                         | 2                         | 6                         | 7                         | 8                         | 53                        |
| متوسط الرطوبة النسبية (%)         | 74                        | 71                        | 64                        | 61                        | 57                        | 50                        | 44                        | 47                        | 54                        | 64                        | 72                        | 77                        | 61                        |
| ساعات سطوع الشمس الشهرية          | 182                       | 186                       | 221                       | 236                       | 287                       | 331                       | 360                       | 337                       | 243                       | 220                       | 182                       | 163                       | 2٬948                     |
| المصدر:                           |                           |                           |                           |                           |                           |                           |                           |                           |                           |                           |                           |                           |                           |